# Irmela Boßler
Irmela Boßler (* in Freiburg im Breisgau) ist eine deutsche Querflötistin.

## Leben
Die Flötistin Irmela Boßler, Tochter des Komponisten Kurt Boßler und der Sängerin Ursula Boßler-Moericke, studierte Querflöte bei den Professoren Gertrud und Karlheinz Zöller an der Hochschule für Musik und Theater Hamburg, an der sie das Konzertexamen mit Auszeichnung abschloss. Ein Stipendium an  der Herbert von Karajan Akademie in Berlin rundete ihre Ausbildung ab.
Nach mehrjähriger Orchestertätigkeit, einem Lehrauftrag an der Hochschule für Musik Saar und einer Gastprofessur am Mozarteum  in Salzburg (Abteilung Innsbruck) wurde sie 1993 als Professorin für Querflöte an die Hochschule für Musik und Theater „Felix Mendelssohn Bartholdy“ Leipzig berufen. Ihre Emeritierung war im Sommer 2024.
Ehemalige Studierende spielen u. a. im Orchester des Bayerischen Rundfunks, des Concertgebouworkest Amsterdam und dem Gewandhausorchester Leipzig.
Eine ihrer ehemaligen Studentinnen ist auch die Flötistin und Komponistin Karoline Schulz.
Irmela Boßler konzertiert vor allem mit ihrem langjährigen Duopartner, dem Pianisten Bernhard Kastner, im In- und Ausland.
Beim Label Querstand sind zwei CDs mit Werken von Kurt Boßler und Sigfrid Karg-Elert erschienen. Irmela Boßler widmete sich immer wieder den Kompositionen Isang Yuns. Auch mit elektroakustischen Musikern hat Boßler intensiv kooperiert, so mit dem Komponisten Ipke Starke im Rahmen der Entstehung seines Stücks Interviews (2008) für Flöte und Live-Elektronik.